# 宮口侗廸
宮口 侗廸（みやぐち としみち、1946年8月30日）は、日本の地理学者、文学博士。富山県出身。
早稲田大学教授、同大学院教育学研究科長および同教育・総合科学学術院長、総務省過疎問題懇談会座長、農水省美の里づくりコンクール審査委員、富山県景観審議会会長などを歴任。2025年、瑞宝中綬章受章。

## 来歴
細入村（現富山市）生まれ。富山県立富山中部高等学校卒業。1967年東京大学教養学部理科一類入学、1971年6月同理学部地理学科卒業。1971年7月同大学院理学系研究科地理学専門課程修士課程入学、1973年3月同修士課程修了（理学修士）。1973年同博士課程進学、1976年同博士課程単位取得退学。1975年5月早稲田大学教育学部助手。1978年同専任講師。1980年同助教授。1985年同教授に就任。その後、組織変更により教育・総合科学学術院教授。
1989年に学位論文「山村の発展過程に関する地域誌的研究」で博士（文学、駒澤大学）。2006年9月同大学院教育学研究科長（2008年まで）。2008年9月同教育・総合科学学術院長（2010年まで）。この間、東京大学、京都大学、東京都立大学、お茶の水女子大学、奈良女子大学、静岡大学、金沢大学、高知大学、駒澤大、法政大学にて非常勤講師。
総務省過疎問題懇談会座長、農水省美の里づくりコンクール審査委員、富山県景観審議会会長等を歴任し、社会地理学の立場から地方の発展のあり方について提言する。
著書に「地域づくり・創造への歩み」「新・地域を活かす－一地理学者の地域づくり論－」など。

## 著書
- 「国立国会図書館サーチ」を参照

### 論文
- 宮口侗廸「小地域を対象とする地域誌的研究のあり方について」『地域学研究』第2号、駒澤大学応用地理研究所、1989年3月、11-20頁、NAID 120006616280。
- 宮口侗廸「島への思い 離島の個性とその価値 (特集 海洋国ニッポンの進路 : 改正離島振興法に期待する)」『地方議会人 : 未来へはばたく地方議会』第43巻第4号、中央文化社、2012年9月、14-18頁、NAID 40019434211。
- 宮口侗廸「あらためて考える地域リーダー像とその育成 : 小都市・農山村を中心に」『住民行政の窓』第385号、日本加除出版、2013年2月、17-23頁、ISSN 1340-6612、NAID 40019595512。
- 宮口侗廸, 池俊介, 山本隆太「過疎地域における高校の存在意義について」『早稲田教育評論』第28巻第1号、早稲田大学教育総合研究所、2014年、43-67頁、ISSN 0914-5680、NAID 120005430787。
- 宮口侗廸, 中川秀一「いまあらためて農山村の価値を考える」『E-journal GEO』第11巻第1号、日本地理学会、2016年、316-319頁、doi:10.4157/ejgeo.11.316、NAID 130005420991。